# Cirilo (nombre)
Cirilo es un nombre propio masculino de origen griego en su variante en español. Su significado es «señor», del griego κύριος («señor, autoridad»).

## Santoral
27 de junio: San Cirilo de Alejandría.

## Variantes
- Femenino: Cirila

### Variantes en otros idiomas
| Variantes en otras lenguas | Variantes en otras lenguas |
| -------------------------- | -------------------------- |
| Español                    | Cirilo / Ciriaco / Quirico |
| Albanés                    | Cirili                     |
| Alemán                     | Cyrillus, Kyrilli          |
| Amhárico                   | ሲረል (Sīreli)               |
| Árabe                      | كيرلس (Kīrilus)            |
| Asturiano                  | Cirrilu                    |
| Bosnio                     | Ćirilo                     |
| Búlgaro                    | Кирил (Kiril)              |
| Catalán                    | Ciril / Quirze             |
| Checo                      | Cyril                      |
| Corso                      | Cirillu                    |
| Croata                     | Ćiril                      |
| Eslovaco                   | Cyril                      |
| Esperanto                  | Cirilo                     |
| Euskera                    | Kuirilu                    |
| Francés                    | Cyrille, Cyril             |
| Gallego                    | Cirilo                     |
| Georgiano                  | კირილე (Kirile)            |
| Griego                     | Κύριλλος (Kýrillos)        |
| Húngaro                    | Cirill, Kirill             |
| Inglés                     | Cyril                      |
| Islandés                   | Kýril                      |
| Italiano                   | Cirillo                    |
| Latín                      | Cyrillus                   |
| Letón                      | Kirils                     |
| Lituano                    | Kirilas                    |
| Malayalam                  | സിറിൾ (Siṟiḷ)                |
| Neerlandés                 | Cyrillus                   |
| Polaco                     | Cyryl                      |
| Portugués                  | Cirilo                     |
| Rumano                     | Chiril                     |
| Ruso                       | Кирилл (Kirill)            |
| Sardo                      | Cirillu                    |
| Serbio                     | Кирил (Kiril)              |
| Turco                      | Kiril                      |
| Ucraniano                  | Кирило (Kyrylo)            |